# David Burrows
David Burrows (Dublín, 11 de mayo de 1977) es un deportista irlandés que compite en vela en la clase Finn.
Ganó una medalla de bronce en el Campeonato Mundial de Finn de 2004 y una medalla de bronce en el Campeonato Europeo de Finn de 2000.

## Palmarés internacional
| \| Campeonato Mundial \| Campeonato Mundial \| Campeonato Mundial \| Campeonato Mundial \| \| Año \| Lugar \| Medalla \| Clase \| \| ------------------ \| -------------------------- \| ------------------ \| ------------------ \| \| 2004 \| Río de Janeiro (Brasil) \| Medalla de bronce \| Finn \| \| Campeonato Europeo \| \| \| \| \| Año \| Lugar \| Medalla \| Clase \| \| 2000 \| Palma de Mallorca (España) \| Medalla de bronce \| Finn \| |                            |                   |       |
| Campeonato Mundial |                            |                   |       |
| Año | Lugar                      | Medalla           | Clase |
| 2004 | Río de Janeiro (Brasil)    | Medalla de bronce | Finn  |
| Campeonato Europeo |                            |                   |       |
| Año | Lugar                      | Medalla           | Clase |
| 2000 | Palma de Mallorca (España) | Medalla de bronce | Finn  |